# Selkäsaaret (ö i Finland, Södra Savolax, S:t Michel, lat 62,15, long 26,76)
Selkäsaaret är öar i Finland. De ligger i sjön Kutemajärvi och i kommunen Kangasniemi i den ekonomiska regionen  S:t Michel och landskapet Södra Savolax, i den södra delen av landet, 240 km norr om huvudstaden Helsingfors. Arean för den av öarna koordinaterna pekar på är 0,5 hektar och dess största längd är 180 meter i sydöst-nordvästlig riktning. Ytterligare tre öar ingår i ögruppen, en norr ut och två söderut. Dessa är alla mindre.